# Phylloscopus collybita tristis
Espèce
Synonymes
- Pouillot de Sibérie

Le Pouillot de Sibérie (Phylloscopus collybita tristis) est une sous-espèce sibérienne du Pouillot véloce (Phylloscopus collybita), une espèce d'oiseaux de la famille des Phylloscopidae. Cette sous-espèce a été considérée comme une espèce à part entière dans la classification de Sibley & Monroe (années 1990).

## Description

### Anatomie
Le Pouillot de Sibérie se distingue des autres sous-espèces du Pouillot véloce par sa voix (Kjetil Aa. Solbakken).
Néanmoins, les oiseaux appartenant à cette sous-espèce possèdent des caractéristiques physiologiques communes (Svensson (1992) : Un plumage globalement pâle aux teintes froides, nuque, calotte, manteau brun-gris pur, sourcils flancs et parotiques beiges tirant vers le chamois, nuance vert-olivâtre sur le bas du dos et le croupion, rémiges et rectrices nettement teintées de vert olive, pattes et bec toujours noirs, alula noire très marquée.

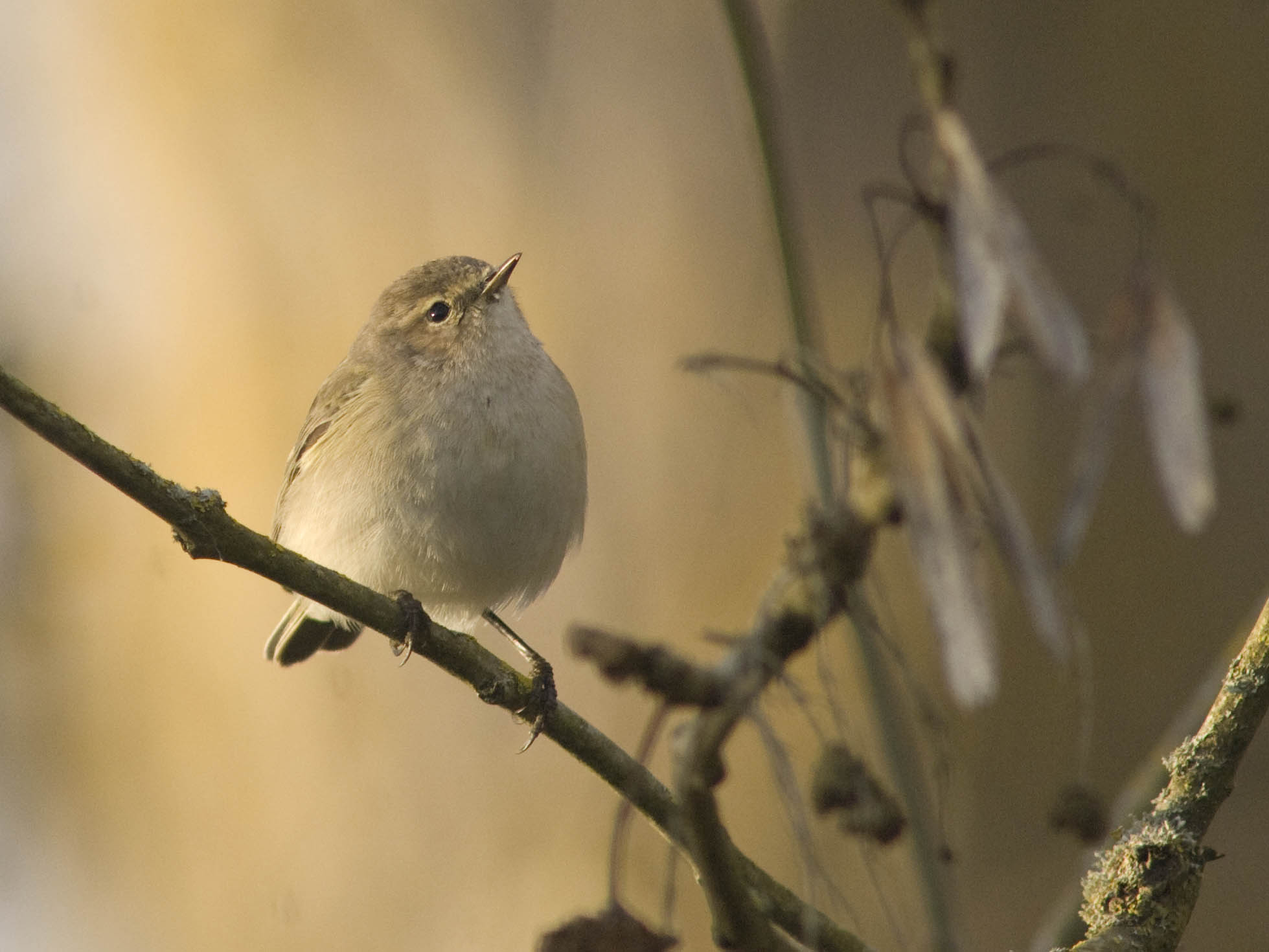
Pouillot de Sibérie (France)

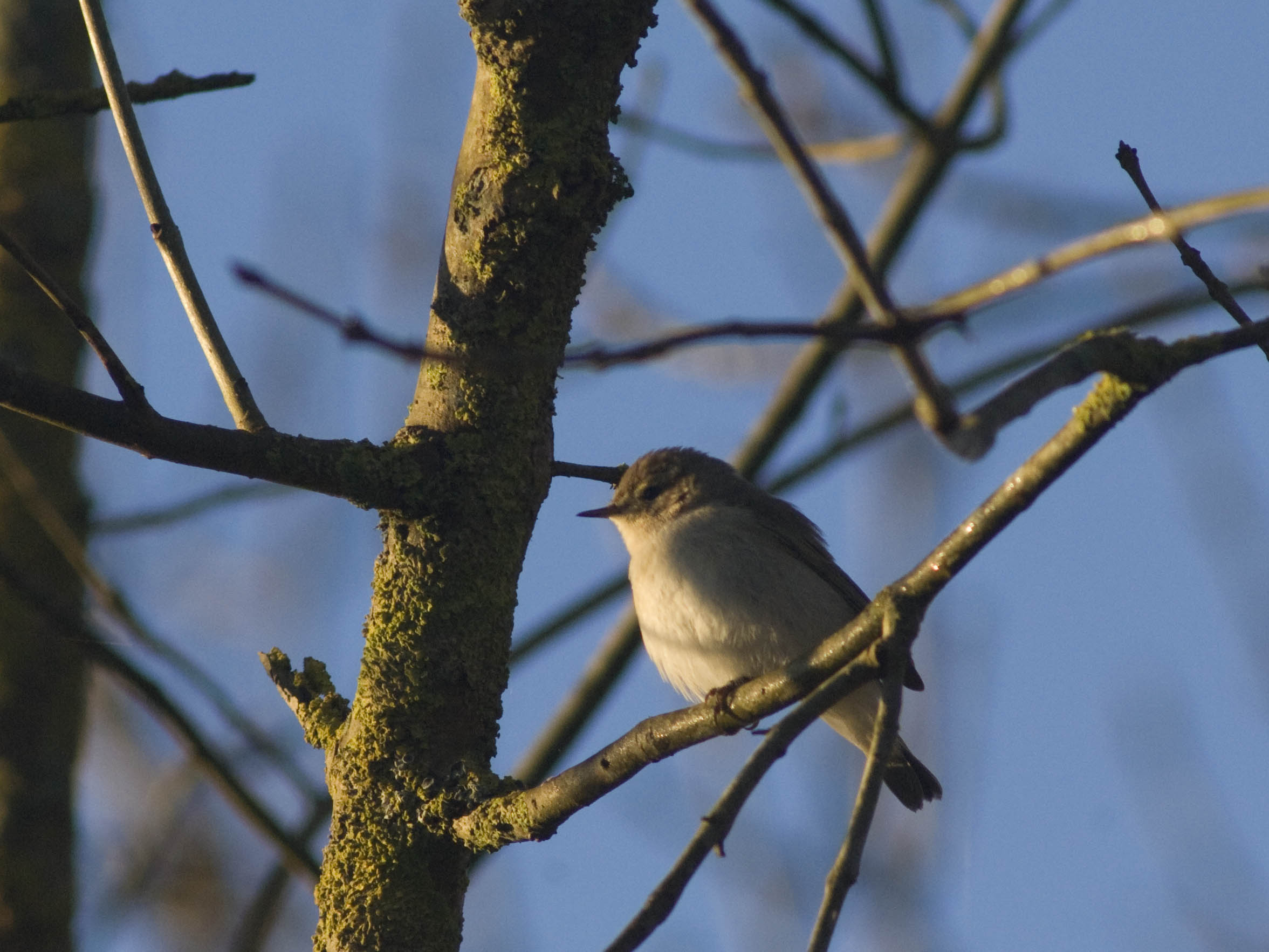
Pouillot de Sibérie (France)

## Comportement

### Voix
Ses cris sont des "hu" ou des "hii" plaintifs et montants, davantage dissyllabiques que chez les sous-espèces collybita et abietinus (Beaman & Madge 1998). Son chant est nettement plus rapide et complexe, il mêle des notes aigues et des sons globalement plurisyllabiques.

## Aire de répartition et habitat

### Aire de répartition
Le Pouillot de Sibérie niche en Sibérie, majoritairement à l'est de l'Ienisseï. Il est remplacé progressivement par la sous espèce fluvescens en Sibérie occidentale, abietinus de la Scandinavie à l'ouest de l'Oural, puis collybita dans le reste de l'Europe. Il hiverne majoritairement en Inde et au Moyen-Orient, mais une partie hiverne en Europe.

### Habitat
Il apprécie les forêts de conifères sibériennes pour nicher.En Europe, il hiverne dans les mêmes biotopes que les autres sous-espèces, boisements et bocages humides, bords de fleuve, pourtour d'étangs, haies champêtres mais aussi parcs urbains et bords de stations d'épuration. En île de france, un groupe de plus d'une dizaine de Pouillots de Sibérie ont déjà été observés en hiver autour de la station d'épuration d'Achères.